# Wojciech Kazimierz Koc
Wojciech Kazimierz Koc herbu Dąbrowa – sędzia ziemski buski w 1685 roku, podsędek buski w 1678 roku, cześnik mielnicki w latach 1659–1677, sędzia deputat wojewódzki z ziemi lwowskiej w konfederacji gołąbskiej, sędzia kapturowy ziemi lwowskiej w 1668 roku.
Stanął w 3 konie na pospolitym ruszeniu ziemian lwowskich i powiatu żydaczowskiego 29 sierpnia 1672 roku pod Lublinem. W 1674 roku był elektorem Jana III Sobieskiego z województwa podlaskiego.